# I Brought You My Bullets, You Brought Me Your Love
I Brought You My Bullets, You Brought Me Your Love és el primer disc del grup de Nova Jersey, My Chemical Romance, llançat el 23 de juliol de 2002. Les cançons en el disc expliquen la història dels ("Demolition lovers"), dos criminals que cometen diversos assassinats i crims junts, i que, al final, es cremen en un desert. La història dels amants continua en el seu segon disc Three Cheers for Sweet Revenge. La banda va guanyar-se molts fans del món underground però no van poder aspirar a mercats grans fins al llançament del seu segon àlbum, que fou llançat dos anys més tard. Com que el nom de l'àlbum és excessivament llarg, els fans l'abrevien frecuentement com "Bullets". El disc fou produït per Geoff Rickly, el cantant de la banda Thursday, que treballava a Eyeball Records.

## Cançons
1. "Romance" - 1:04
2. "Honey, This Mirror Isn't Big Enough for the two of us" – 3:53
3. "Vampires will never hurt you" – 5:28 (Els vampirs mai et faran mal), és el segon senzill de l'àlbum conceptual I Brought You My Bullets, You Brought Me Your Love, del grup My Chemical Romance. El vídeo va ser dirigit per Mark Debiak. En el vídeo es pot observar a la banda tocant la cançó en una habitació petita i fosca i els integrants del grup, van maquillats de tal manera, que semblen vampirs. L'habitació fou pintada per en Gerard Way i en Frank Iero. Pocs dies més tard els dos es van posar malalts, per respirar molt la pintura amb la que van pintar l'habitació. En el vídeo podem veure a en Frank Iero amb rastes al cabell. El video el van gravar junt amb el disc I Brought You My Bullets, You Brought Me Your Love, l'any 2002, però solament fou llançat fins al 23 de setembre del 2005, quan la discografia Eyeball Records va rellançar el CD.
4. "Drowning lessons" – 4:25
5. "Our lady of sorrows" – 2:07
6. "Headfirst for halos" – 3:30
7. "Skylines and turnstiles" – 3:25
8. "Early Sunsets Over Monroeville" – 5:07
9. "This is the best day ever" – 2:14
10. "Cubicles" – 3:53
11. "Demolition lovers" – 6:06

## Senzills
- Honey, this mirror isn't big enough for the two of us - 2002
- Vampires will never hurt you - 2002
- Headfirst for halos - 2004
- Our lady of sorrows - 2004

## Crèdits
- Gerard Way - Cantant principal
- Ray Toro - Guitarra principal, guitarra rítmica
- Mikey Way - Baix Elèctric
- Matt Pelissier - Bateria
- Frank Iero - Guitarra rítmica (en cançons 2 i 8)